# Decemberunderground
Decemberunderground (рус. «Декабрьподземлёй») — седьмой студийный альбом калифорнийской рок-группы AFI, а также первый их альбом, дебютировавший на первом месте в чарте Billboard 200. Диск был распродан тиражом 182,000 экземпляров за первую неделю продаж. Альбом был выпущен 29 мая 2006 года в Великобритании, 6 июня 2006 года в США и 16 июня 2006 года в Мексике. Относительно названия альбома, вокалист группы Дэйви Хэвок сказал: «Decemberunderground is a time and a place. It is where the cold can huddle together in darkness and isolation.» Название альбома упоминается в тексте песни «The Interview». С альбома было выпущено 3 сингла: «Miss Murder», «Love Like Winter» и «The Missing Frame».
7 ноября 2006 года, альбом был переиздан в количестве шести 7" виниловых пластинок, включающих в себя: фотографии всех четырёх участников AFI, и «… специального гостя» Смита Пьюджета Smith Puget, менеджера группы, а также постер и тексты песен.

## Список композиций
Слова и музыка всех песен — AFI, за исключением отмеченных.
| №                   | Название             | Длительность |
| ------------------- | -------------------- | ------------ |
| 1.                  | «Prelude 12/21»      | 1:39         |
| 2.                  | «Kill Caustic»       | 2:34         |
| 3.                  | «Miss Murder»        | 3:26         |
| 4.                  | «Summer Shudder»     | 3:06         |
| 5.                  | «The Interview»      | 4:16         |
| 6.                  | «Love Like Winter»   | 2:45         |
| 7.                  | «Affliction»         | 5:28         |
| 8.                  | «The Missing Frame»  | 4:40         |
| 9.                  | «Kiss and Control»   | 4:18         |
| 10.                 | «The Killing Lights» | 4:04         |
| 11.                 | «37mm»               | 3:55         |
| 12.                 | «Endlessly She Said» | 4:28         |
| Общая длительность: | Общая длительность:  | 45:06        |

| №   | Название                         | Длительность |
| --- | -------------------------------- | ------------ |
| 13. | «Rabbits are Roadkill on Rt. 37» | 3:51         |

| №   | Название                         | Автор(ы)     | Длительность |
| --- | -------------------------------- | ------------ | ------------ |
| 13. | «Rabbits are Roadkill on Rt. 37» |              | 3:51         |
| 14. | «Head Like a Hole»               | Трент Резнор | 4:44         |

| №   | Название                         | Автор(ы)     | Длительность |
| --- | -------------------------------- | ------------ | ------------ |
| 13. | «Rabbits are Roadkill on Rt. 37» |              | 3:51         |
| 14. | «Head Like a Hole»               | Трент Резнор | 4:44         |
| 15. | «Don't Change»                   | INXS         | 3:16         |

| №   | Название                           | Автор(ы)            | Длительность |
| --- | ---------------------------------- | ------------------- | ------------ |
| 13. | «On the Arrow»                     |                     | 3:06         |
| 14. | «Jack the Ripper» (Pre-order only) | Моррисси, Боз Бурер | 2:48         |
| 15. | «Интерактивный буклет»             |                     |              |

## Участники записи
AFI
- Дэйви Хэвок — вокалист
- Джейд Пьюджет — бэк-вокал, гитара, пианино, синтезатор, клавишные, музыкальное программирование
- Хантер Бёрган — бэк-вокал, бас-гитара, клавишные, музыкальное программирование
- Адам Карсон — бэк-вокал, барабанщик, перкуссия

Технический персонал
- Кит Армстронг — звукорежиссёр
- Майк Фасано — ударный техник
- Джейсон Госсман — звукорежиссёр
- Джерри Финн — продюсер, микширование, бэк-вокал
- Тед Дженсен — мастеринг
- Димитар Крнжайч — звукорежиссёр
- Крис Лорд-Алж — микширование
- Кевин Миллз — звукорежиссёр

Приглашённые музыканты
- Ник 13 — бэк-вокал, гитара
- Ронан Харрис — клавишные, музыкальное программирование
- Дэн Андэр — бэк-вокал
- The Despair Faction — бэк-вокал

| Чарт                                  | Позиция в чарте |
| ------------------------------------- | --------------- |
| Australian Albums Chart               | 3               |
| Canadian Albums Chart                 | 2               |
| European Albums Chart                 | 2               |
| French Albums Chart                   | 181             |
| German Albums Chart                   | 58              |
| New Zealand Albums Chart              | 20              |
| Irish Albums Chart                    | 66              |
| UK Albums Chart                       | 16              |
| UK Rock Albums Chart                  | 2               |
| US Billboard 200                      | 1               |
| US Billboard Comprehensive Albums     | 1               |
| US Billboard Digital Albums Chart     | 2               |
| US Billboard Rock Albums Chart        | 16              |
| US Billboard Tastemakers Albums Chart | 1               |
| US Billboard Top Internet Albums      | 1               |

| Страна        | Сертификация | Продажи |
| ------------- | ------------ | ------- |
| Australia     | Золото       | 35,000+ |
| United States | Платина      | 993,000 |